# Paritat Bulbon
Paritat Bulbon (Bangkok, 28 oktober 1970) is een Thais autocoureur.

## Carrière
Bulbon begon zijn autosportcarrière in 2010 in de Thailand Super Series en werd veertiende in de S2000-klasse. Na een periode van vier jaar zonder races te hebben gereden keerde hij in 2014 terug in deze klasse en verbeterde zichzelf naar de achtste plaats.
In 2016 maakte Bulbon zijn debuut in het nieuwe TCR Thailand Touring Car Championship voor zijn eigen team Sloth Racing. Daarnaast reed hij in zijn thuisrace op het Chang International Circuit in de TCR Asia Series voor Sloth en eindigde de races als tiende en zevende, waarmee hij zeven punten scoorde voor het kampioenschap. Ook nam hij dat jaar deel aan de TCR International Series op Chang voor Sloth in een Seat León Cup Racer en eindigde de races als achttiende en zestiende.